# Pascal Arweiler
Pascal Arweiler (* 14. Juli 1992) ist ein deutscher Politiker (SPD) und seit 2022 Abgeordneter im Landtag des Saarlandes. Er ist einer der vier stellvertretenden Vorsitzenden der SPD Saarland.

## Leben
Pascal Arweiler studiert Rechtswissenschaften an der Universität des Saarlandes in Saarbrücken. In den Jahren 2016/17 war er Landesvorsitzender der Jusos im Saarland. Seit 2018 leitet er den Kreisverband Saarbrücken-Land der SPD. Pascal Arweiler sitzt seit Juli 2019 im Stadtrat von Püttlingen. Seit 2019 ist er stellvertretender Parteivorsitzender der SPD Saar.
Im Oktober 2021 wurde er von seiner Partei auf Listenplatz 2 der Wahlkreisliste Saarbrücken für die Landtagswahl im März 2022 nominiert und bei der Landtagswahl im Saarland 2022 im März in den saarländischen Landtag gewählt.
Arweiler ist Mitglied der überparteilichen Europa-Union Deutschland, die sich für ein föderales Europa und den europäischen Einigungsprozess einsetzt.
Pascal Arweiler lebt im Püttlinger Stadtteil Köllerbach.